# Podgumer
Podgumer (bułg. Подгумер) – wieś w Bułgarii; 850 mieszkańców (2010).